# Парк санаторію «Гопри»
Парк санаторію «Гопри» — парк-пам'ятка садово-паркового мистецтва місцевого значення. Об'єкт розташований на території Голої Пристані Херсонської області.
Площа — 18 га, статус отриманий у 1964 році.